# Stadionul Cetate (Alba Iulia)
Stadionul Cetate (sau Victoria) este un stadion multifuncțional din Alba Iulia, România. În prezent, este folosit în principal pentru meciuri de fotbal și este terenul propriu al echipei Unirea Alba Iulia. Stadionul a fost inaugurat în anul 1982 și are o capacitate de 18.000 de locuri (dintre care 8.000 pe scaune).

## Istoric
Inițial, toate locurile de pe stadion erau pe bănci de lemn. Acestea au fost date jos între anii 1997-1999 pentru a fi înlocuite cu scaune alb negru, excepție făcând tribuna oficială unde deja existau scaune. Datorită unor neînțelegeri administrative acest lucru nu a mai fost realizat, iar stadionul a rămas - spre disconfortul suporterilor - în acest stadiu până în anul 2002, an în care au început lucrările de renovare a stadionului. În 2002 au fost montate în jur de 100 de scaune, iar restul de până la 7238 au fost montate în anul 2004, când echipa activa în prima ligă, iar stadionul trebuia să corespundă standardelor impuse de aceasta.
În 2008, ambele tribune au fost complet dotate cu scaune, peluzele continuând să rămână fără scaune.

## Fotogalerie

Intrarea stadionului Cetate
Intrarea echipelor